# تلفات بازگشتی
در مخابرات، تلفات بازگشتی (به انگلیسی: return loss) (اختصاری آرال) معیارِ به‌طورنسبیِ قدرتِ سیگنال بازتاب‌شده توسط یک ناپیوستگی در یک خط انتقال یا فیبر نوری است. این ناپیوستگی می‌تواند ناشی از عدمتطابق بین پایانه یا بار متصل به خط و امپدانس مشخصه خط باشد. معمولاً به صورت نسبت در دسی بل (dB) بیان می‌شود.
{\displaystyle RL(\mathrm {dB} )=10\log _{10}{P_{\mathrm {i} } \over P_{\mathrm {r} }}}
که در آن آرال تلفات بازگشتی در دسی‌بل است، Pi توان برتابش (به انگلیسی: incident) و Pr توان بازتابی است.
تلفات بازگشتی به هر دو نسبت موج ایستاده (SWR) و ضریب بازتاب (Γ) مربوط می‌شود. افزایش تلفات بازگشتی مربوط به SWR کمتر است. تلفات بازگشتی معیاری است که نشان می‌دهد دستگاه‌ها یا خطوط چقدر تطبیق دارند. اگر تلفات بازگشتی زیاد باشد، تطبیق خوب است. تلفات بازگشتی بالا مطلوب است و منجر به اتلاف جایگذاری کمتر می‌شود.
از منظری خاص، «تلفات بازگشتی» یک نام اشتباه است. عملکرد معمول یک خط انتقال انتقال توان از یک منبع به یک بار با حداقل تلفات است. اگر یک خط انتقال به درستی با یک بار تطبیق داده شود، توان بازتابی صفر خواهد بود، هیچ توانی به دلیل بازتاب تلف نمی‌شود و «تلفات بازگشتی» بی‌نهایت خواهد بود. برعکس اگر خط در یک مدار باز پایانیده شود، توان بازتابی برابر با توان برتابشی خواهد بود. تمام توان برتابشی به این معنا از بین می‌رود که هیچ‌یک از آن به یک بار منتقل نمی‌شود و آرال صفر خواهد بود؛ بنابراین، مقادیر عددی آرال به معنای مخالف آن چیزی است که از یک «تلفات» انتظار می‌رود.

## علامت
همان‌طور که در بالا تعریف شد، آرال همیشه مثبت خواهد بود، زیرا Pr هرگز نمی‌تواند از Pi تجاوز کند. با این حال، تلفات بازگشتی از لحاظ تاریخی به عنوان یک عدد منفی بیان شده است، و این قرارداد هنوز به‌طور گسترده در نوشتِجات یافت می‌شود. به‌طور دقیق، اگر یک علامت منفی به آال نسبت داده شود، نسبت توان بازتابیده به برتابش ضمنی است.
{\displaystyle RL'(\mathrm {dB} )=10\log _{10}{P_{\mathrm {r} } \over P_{\mathrm {i} }}}
که در آن RL'(dB) منفیِ RL(dB) است.
در عمل، علامت منسوب به آرال تا حد زیادی بی‌اهمیت است. اگر یک خط انتقال شامل چندین ناپیوستگی در طول خود باشد، مجموع اتلاف بازگشتی مجموع آرال‌های ناشی از هر ناپیوستگی خواهد بود و به شرطی که به همه آرال‌ها علامت یکسان داده شود، هیچ خطا یا ابهامی ایجاد نخواهد شد. از هر قراردادی که استفاده شود، همیشه قابل درک است که Pr هرگز نمی‌تواند از Pi تجاوز کند.

## الکتریکی
در سامانه‌های با رسانای فلزی، بازتاب سیگنالی که به سمت پایین رسانا حرکت می‌کند، می‌تواند در یک ناپیوستگی یا عدم‌تطبیق امپدانس رخ دهد. نسبت دامنه موج بازتایده Vr به دامنه موج برتابشی Vi به عنوان ضریب بازتابش {\displaystyle \Gamma } شناخته می‌شود.
{\displaystyle {\mathit {\Gamma }}={V_{\mathrm {r} } \over V_{\mathrm {i} }}}
تلفات بازگشتی منفی بزرگی ضریب بازتاب در dB است. از آنجا که توان متناسب با مربع ولتاژ است، تلفات بازگشتی داده شده توسط،
{\displaystyle RL(\mathrm {dB} )=-20\log _{10}\left|{\mathit {\Gamma }}\right|}
که در آن {\displaystyle \left|{\mathit {\Gamma }}\right|} اندازه {\displaystyle {\mathit {\Gamma }}} را نشان می‌دهند؛ بنابراین، یک تلفات برگشتی مثبت بزرگ نشان می‌دهد که توان بازتابیده نسبت به توان برتابشی کوچک است، که نشان‌دهنده تطابق امپدانس خوب بین خط انتقال و بار است.
اگر توان برتابشی و توان بازتابیده در واحدهای دسی بل «مطلق» بیان شود (به عنوان مثال dBm)، آنگاه تلفات برگشتی برحسب دسی بل را می‌توان به عنوان تفاوت بین توان برتابشی Pi (در واحد دسی بل مطلق) و توان بازتابیده Pr (همچنین در واحد دسی بل مطلق)، محاسبه کرد.
{\displaystyle RL(\mathrm {dB} )=P_{\mathrm {i} }(\mathrm {dB} )-P_{\mathrm {r} }(\mathrm {dB} )\,}

## نوری
در نوری (به ویژه در فیبر نوری) یک تلفات که در ناپیوستگی ضریب شکست، به ویژه در یک رابط هوا-شیشه مانند یک سطح انتهایی فیبر رخ می‌دهد. در این رابط‌ها، بخش کوچکی از سیگنال نوری به سمت منبع بازتاب می‌شود. این پدیده بازتابش همچنین به عنوان «تلفات بازتابش فرینل» یا به سادگی «تلفات فرینل» نامیده می‌شود.
سامانه‌های انتقال فیبر نوری از لیزر برای انتقال سیگنال‌ها روی فیبر نوری استفاده می‌کنند و تلفات بازگشتی نوری کم (اوآرال) می‌تواند باعث شود لیزر انتقال‌سازی صحیح را متوقف کند. اندازه‌گیری اوآرال در توصیف شبکه‌های نوری با افزایش استفاده از همتافتگی با تقسیم‌بندی-طول‌موج اهمیت بیشتری پیدا می‌کند. این سامانه‌ها از لیزرهایی استفاده می‌کنند که محدوده‌خطای کمتری برای اوآرال دارند و عناصری را وارد شبکه می‌کنند که در مجاورت لیزر قرار دارند.
{\displaystyle {\text{ORL}}(\mathrm {dB} )=10\log _{10}{P_{\mathrm {i} } \over P_{\mathrm {r} }}}
اینجا {\displaystyle \scriptstyle P_{\mathrm {r} }} توان بازتابیده است و {\displaystyle \scriptstyle P_{\mathrm {i} }} توان برتابشی، یا ورودی است.